# (3238) Timresovia
(3238) Timresovia (1975 VB9) ist ein ungefähr 13 Kilometer großer Asteroid des mittleren Hauptgürtels, der am 8. November 1975 vom russischen (damals sowjetischen) Astronomen Nikolai Stepanowitsch Tschernych am Krim-Observatorium (Zweigstelle Nautschnyj) auf der Halbinsel Krim (IAU-Code 095) entdeckt wurde. Er gehört zur Adeona-Familie, einer Gruppe von Asteroiden, die nach (145) Adeona benannt ist.

## Benennung
(3238) Timresovia wurde nach dem Genetiker Nikolai Wladimirowitsch Timoféew-Ressowski (1900–1981) aus dem Russischen Kaiserreich, Russland und der Sowjetunion benannt.